# Geografsko udruženje
Geografsko udruženje (GA, engl. Geographical Association) je organizacija iz Sheffielda, Ujedinjeno Kraljevstvo čiji je cilj unaprijediti podučavanje geografije i informirati svakoga o vrijednostima učenja geografije.
Broji gotovo 10.000 članova uključujući učitelje u osnovnim i srednjim školama kao i one u daljnjoj edukaciji, tj. akademske geografe, edukatore i učiteljske trenere.
Trenutni glavni ravnatelj Geografskog udruženja je profesor David Lambert.

## Podrijetlo
Geografsko udruženje je obrazovna dobrotvorna organizacija koju je 1893. godine formiralo pet zainteresiranih obrazovatelja, uključujući Halforda Johna Mackindera, te je potpuno neovisna o državnoj pomoći.
Više informacija o prvih stotinu godina udruženja može se pronaći u publikaciji nazvanoj "The First Hundred Years: 1893-1993"

## Danas
Nekolicina profesionalnog osoblja i dužnosnika vodi GA zajedno s članovima lokalnih grupa koji su uglavnom obrazovatelji.
Izvorni cilj GA ostali su i dalje razmjena ideja i učenje jednih od drugih. U početku se grupa učitelja željela zajedno okupiti i izmijeniti međusobno lanterne dijapozitive, te osmisliti ideje kako takva tehnologija može doprinijeti podučavanju. Danas nove tehnologije omogućuju GA-u stvaranje širokog raspona materijala uključujući primjerice izvore za podučavanje i učenje dostupne široj publici. GA je također poduzeo korake za pokretanje društvene mreže preko svojih stranica GA NING.
GA svjesno poduzima korake kako bi se uključio i služio potrebama svih učitelja geografije, bez obzira na entuzijazam pojedinaca. Njegova svrha je "istražiti, odgojiti i poduprijeti izvrsnost u podučavanju geografije i osigurati da edukacijska služba razumije moć geografije u služenju edukacijskih ciljeva. GA pokušava to postignuti kroz brojne aktivnosti."

## Akcijski plan za geografiju
GA u suradnji s Kraljevskim geografskim društvom (RGS-IBG) dobiva financijsku potporu vlade za brojne projekte. Prvi dio fondova pokrivao je period 2006. – 2008., dok sljedeći period fondova pokriva period 2008. – 2011.

## Više informacija
- Kraljevsko geografsko društvo
- Akcijski plan za geografiju

## Vanjske poveznice
- Internet stranice Geographical Association
- Geographical Association u Manchesteru  Arhivirana inačica izvorne stranice od 16. srpnja 2011. (Wayback Machine)

Projekti akcijskog plana
- Stranica projekta The Young People's Geographies  Arhivirana inačica izvorne stranice od 19. studenoga 2008. (Wayback Machine)